# Сан-Буоно
Сан-Буоно (італ. San Buono) — муніципалітет в Італії, у регіоні Абруццо,  провінція К'єті.
Сан-Буоно розташований на відстані близько 175 км на схід від Рима, 110 км на південний схід від Л'Аквіли, 55 км на південний схід від К'єті.
Населення — 991 особа (2014).
Щорічний фестиваль відбувається 10 серпня. Покровитель — святий мученик Лаврентій.

## Демографія
Населення за роками:

Станом на 1 січня 2023 року в муніципалітеті офіційно проживало 14 іноземців з 7 країн, серед них 3 громадяни країн Євросоюзу.

## Сусідні муніципалітети
- Карпінето-Сінелло
- Фрезаграндінарія
- Фурчі
- Джиссі
- Лішія
- Пальмолі